# NGC 3046
NGC 3046 is een niet-bestaand object in het sterrenbeeld Luchtpomp. Het hemelobject werd op 24 maart 1835 ontdekt door de Britse astronoom John Herschel.